# Turati (métro de Milan)
Pour les articles homonymes, voir Turati.
Turati est une station de la ligne 3 du métro de Milan, située via Filippo Turati.